# Бистройовиці
Бистройовиці (пол. Bystrojowice) — село в Польщі, у гміні Самбожець Сандомирського повіту Свентокшиського воєводства.
Населення — 89 осіб (2011).
У 1975-1998 роках село належало до Тарнобжезького воєводства.

## Демографія
Демографічна структура на день 31 березня 2011 року:
|          | Загалом | Допрацездатний вік | Працездатний вік | Постпрацездатний вік |
| -------- | ------- | ------------------ | ---------------- | -------------------- |
| Чоловіки | 44      | 7                  | 30               | 7                    |
| Жінки    | 45      | 11                 | 20               | 14                   |
| Разом    | 89      | 18                 | 50               | 21                   |